# Казахстан (Толебійський район)
Казахста́н (каз. Қазақстан) — село у складі Толебійського району Туркестанської області Казахстану. Входить до складу Коксаєцького сільського округу.
Населення — 1509 осіб (2021; 2211 у 2009, 2083 у 1999, 1622 у 1989).